# Sirous Kahouri-Nejad
 (mai 2025).
Sirous Kahouri-Nejad (persan : سیروس کهوری‌نژاد; né le 2 août 1963 à Bandar Abbas à Iran) est un acteur de cinéma et de télévision. Il a vécu autrefois dans le comté de Ramshir. Il est connu pour son rôle dans la série télévisée historique Prophète Joseph.